# Robert Livingston
Robert Livingston, född 3 november 1908 i Lawrence, död 2 april 1974 i New Canaan, var en amerikansk ishockeyspelare.
Livingston blev olympisk silvermedaljör i ishockey vid vinterspelen 1932 i Lake Placid.